# SPS Politechnika Częstochowska
SPS AZS Politechnika Częstochowa – polska kobieca drużyna siatkarska działająca przy Politechnice Częstochowskiej w Częstochowie.
Drużyna rozpoczęła swoją działalność w 1997 roku. W roku 2000 zespół awansował na drugi poziom krajowych rozgrywek (I liga seria B), gdzie już w pierwszym sezonie uzyskał awans do serii A.
Na najwyższym szczeblu krajowym zespół grał tylko jeden sezon. Na drugim poziomie występował do 2008 roku, po czym spadł do II ligi.
W 2013 roku zespół walczył o awans do I ligi – wystąpił w turnieju finałowym II ligi, w którym zajął 4 miejsce. Pomimo to, po sezonie klub zrezygnował z gry w II lidze i przeniósł się do III ligi. Powodem był brak środków na dalekie wyjazdy.

## Udział w rozgrywkach ligowych
Poniższa tabela przedstawia udział drużyny w rozgrywkach ligowych na co najmniej trzecim szczeblu rozgrywek. Adnotacja (gr.) przy zajętej pozycji oznacza, że było to miejsce w swojej grupie, a nie pozycja na szczeblu krajowym.
| Sezon   | Liga    | Miejsce  | Uwagi                     | Źródło       |
| ------- | ------- | -------- | ------------------------- | ------------ |
| 1997/98 | II liga | 6.       |                           | [ 1 ]        |
| 1998/99 | II liga | 5.       |                           | [ 1 ]        |
| 1999/00 | II liga | 1.       | awans do I ligi serii B   | [ 1 ]        |
| 2000/01 | Liga 1B | 1.       | awans do I ligi serii A   | [ 1 ]        |
| 2001/02 | Liga 1A | 10.      | spadek do I ligi serii B  |              |
| 2002/03 | Liga 1B | 5.       |                           | [ 3 ]        |
| 2003/04 | Liga 1B | 8.       |                           | [ 4 ]        |
| 2004/05 | Liga 1B | 2.       |                           | [ 5 ]        |
| 2005/06 | I liga  | 7.       |                           | [ 6 ]        |
| 2006/07 | I liga  | 7.       |                           | [ 7 ]        |
| 2007/08 | I liga  | 9.       | spadek do II ligi         | [ 8 ]        |
| 2008/09 | II liga | 5. (gr.) |                           | [ 9 ]        |
| 2009/10 | II liga | 4. (gr.) |                           | [ 10 ]       |
| 2010/11 | II liga | 4. (gr.) |                           | [ 11 ]       |
| 2011/12 | II liga | 6. (gr.) |                           | [ 12 ]       |
| 2012/13 | II liga | 4.       | wycofanie się do III ligi | [ 2 ] [ 13 ] |

Poziom rozgrywek:
     najwyższy ogólnokrajowy
     drugi
     trzeci